# Conception des structures des satellites ou des sondes spatiales
 (septembre 2022).
Si vous disposez d'ouvrages ou d'articles de référence ou si vous connaissez des sites web de qualité traitant du thème abordé ici, merci de compléter l'article en donnant les références utiles à sa vérifiabilité et en les liant à la section « Notes et références ».
Les éléments structuraux des engins spatiaux (satellites et sondes spatiales) sont soumis à des contraintes environnementales strictes. Leur conception ainsi que les technologies utilisées prennent en compte ces impératifs. 

## Performances attendues et contraintes
La structure sert en premier lieu de "système de rangement" pour les équipements d'un engin spatial. 
Les principales performances attendues sont : 
- la capacité d'aménagement nécessaire (surfaces de pose, point de fixation...) ;
- la tenue des ambiances mécaniques lors de la manutention au sol ;
- et surtout lors du lancement, la limitation des déformations dues aux effets thermo-élastiques.

Les principales contraintes liées à l'utilisation dans l'espace sont : 
- la limitation de masse (contrainte par le lancement) ;
- les grandes variations de température vues dans l'espace ;
- l'impossibilité d'utiliser certains matériaux (dégazage, effets des radiations, du vide...).

## Méthodes de conception
La conception des structures ne fait pas appel à des techniques particulières ; les outils informatiques utilisés (maillage et analyse aux éléments finis) sont ceux classiquement employés dans le domaine de la résistance des matériaux.

## Les technologies
C'est au niveau des technologies mises en œuvre que le spatial se caractérise. La première contrainte d'une structure spatiale, c'est sa masse. On fait donc largement appel aux matériaux composites (surtout à base de fibre de carbone ou de fibres aramides). Une difficulté fréquemment rencontrée est la tenue en température des résines et des colles employées dans l'assemblage de ces composantes.
Les matériaux à base de fibre de carbone présentent aussi une grande stabilité dimensionnelle avec les variations de températures; on les utilise largement dans ce but. On les utilise sous diverses formes : nappes de tissu assemblées en "peaux", barres, cornières...
On utilise aussi largement des panneaux ou des tubes en technologie "sandwich" : un matériau très léger (par exemple un treillis nid d'abeille d'aluminium) est pris en sandwich entre deux peaux d'aluminium ou de fibres de carbone. Cette technologie permet d'obtenir des compromis poids/performance exceptionnels. L'assemblage d'éléments structuraux ou la fixation d'équipements se fait avec de la visserie, par le biais d'inserts noyés dans la masse du panneau et collés ; ces inserts comportent des trous de fixations taraudés. Les équipements suffisamment légers sont fixés sur les peaux directement par des rivets ou par collage. Outre les matériaux composites évoqués ci-dessus, les structures font appel à des pièces en aluminium (pour sa légèreté) ou en titane (faible coefficient de dilatation).